# Mammillaria melanocentra
Mammillaria melanocentra là một loài thực vật có hoa trong họ Cactaceae. Loài này được Poselger mô tả khoa học đầu tiên năm 1855.

## Hình ảnh

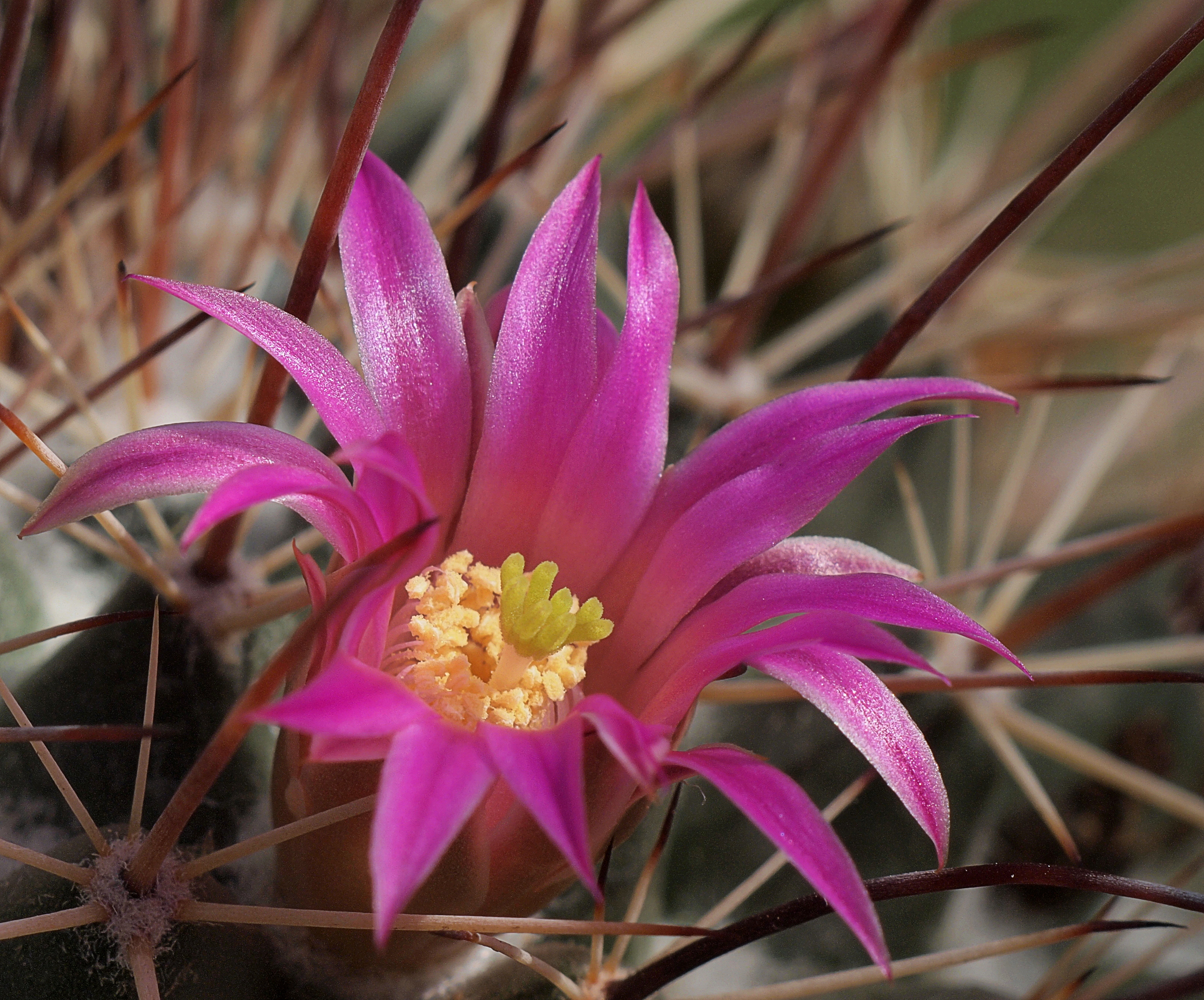
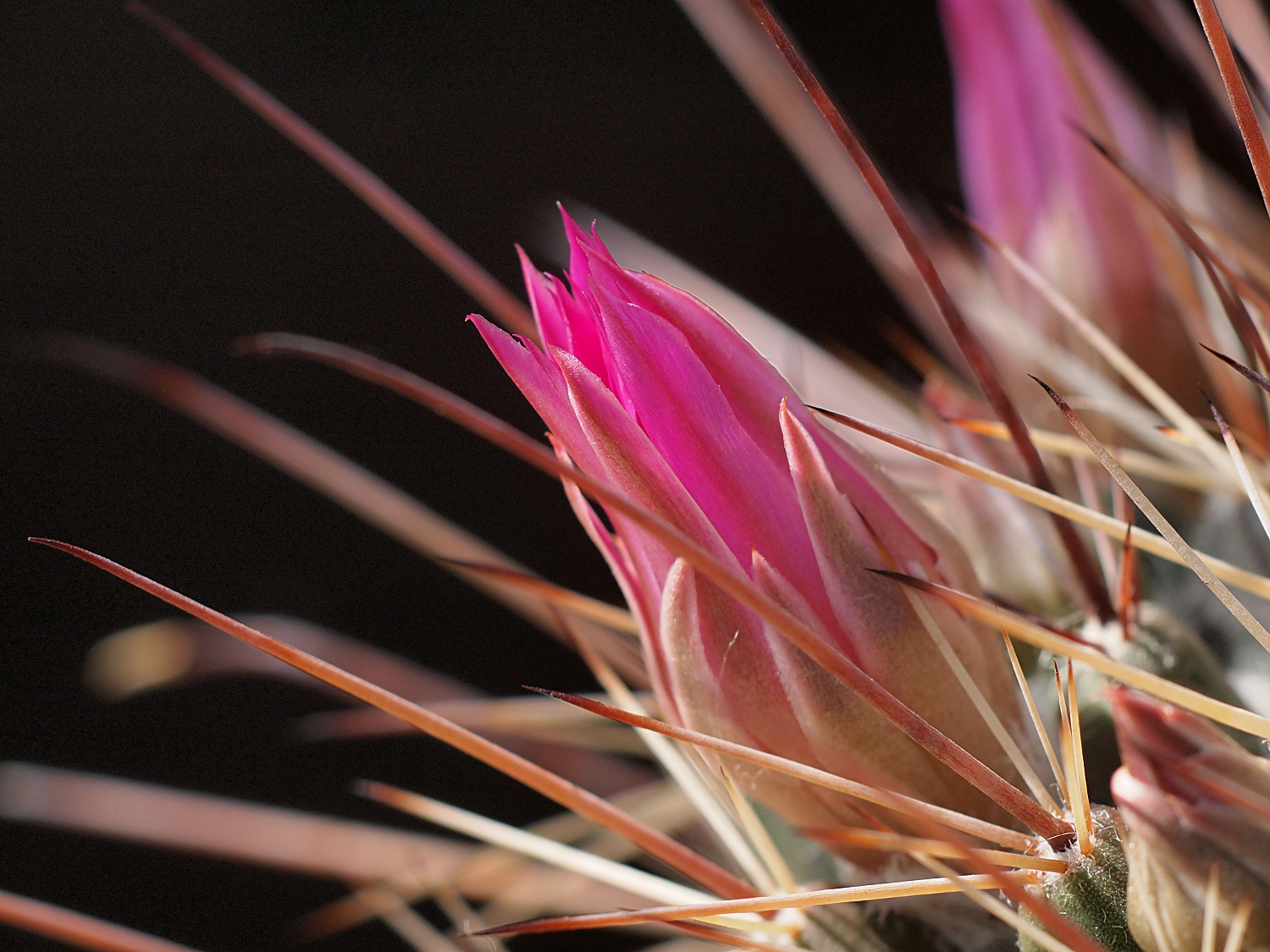
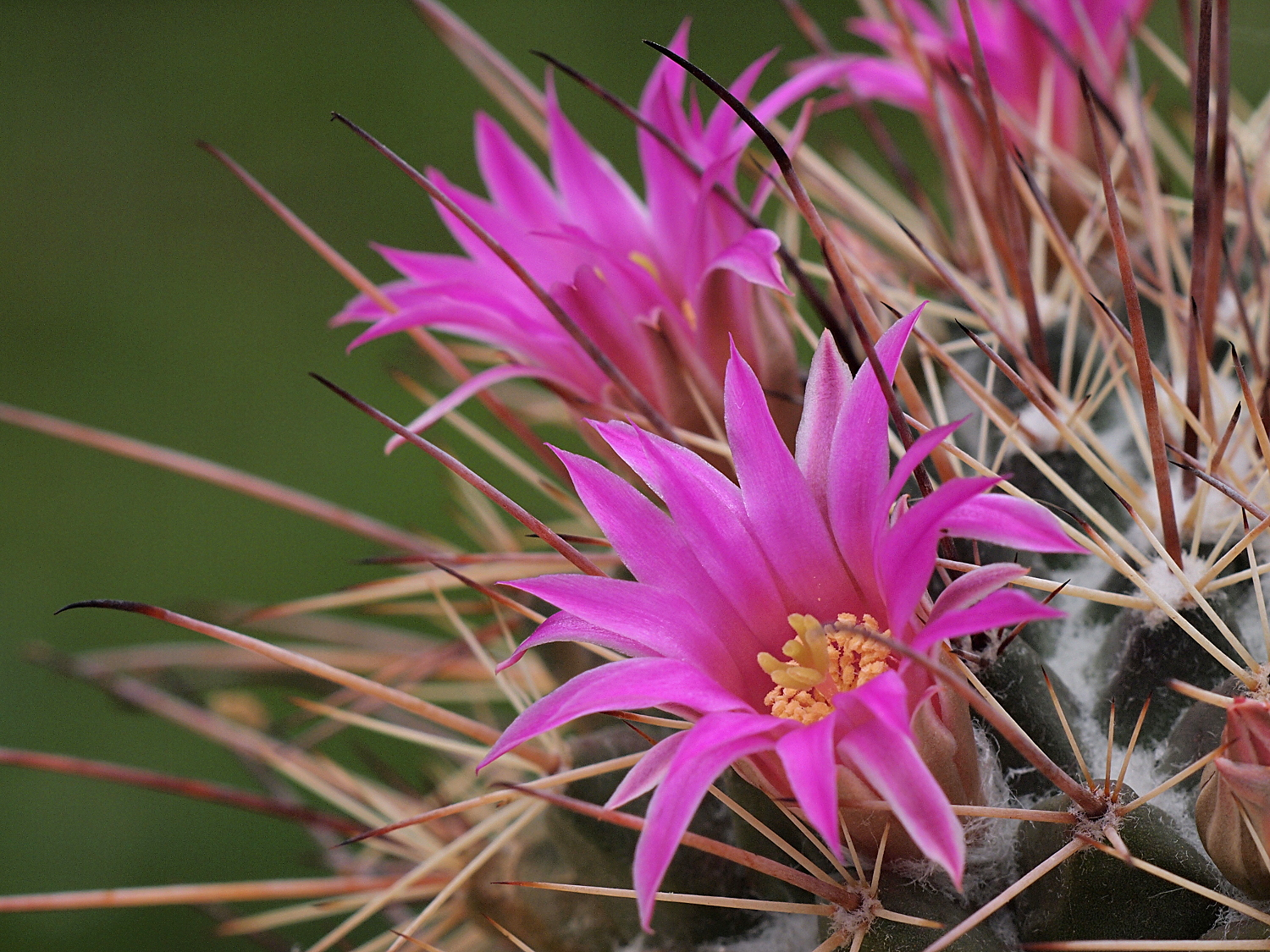